# Das Kätzchen (1996)
Das Kätzchen (Originaltitel: Котёнок) ist ein russischer Kinderfilm unter der Regie von Iwan Popow mit einem gestreiften Mischlingskätzchen als Hauptfigur.

## Handlung
Die Geschwister Manja und Sanja gehen mit ihrer Großmutter an einem Dezembertag auf den Moskauer Vogelmarkt, um sich Vögel und andere Tiere anzusehen. Dort sehen die Kinder ein gestreiftes Kätzchen von einem der Verkäufer und überreden ihre Großmutter, es zu kaufen. So kommt die Familie eines Flötisten, Solist eines Ensembles für Alte Musik, zu einem Haustier, das wegen der Streifen auf seinem Fell Tigrascha genannt wird.
Zunächst benimmt sich das Kätzchen unordentlich und unruhig und hindert das Familienoberhaupt daran, zu Hause zu proben. Doch Tigrascha wird schnell zum Publikumsliebling, nachdem es gelernt hat, auf die Katzentoilette zu gehen und ruhiger zu werden. Bald fällt das Tier aus dem Fenster und auf die Plane eines Lastwagens, der unter den Fenstern geparkt ist. Der Lastwagen bringt das Tier in ein anderes Viertel, wo es ganz allein auf der Straße zurückgelassen wird.
Als Tigrascha von einem Pinscher angegriffen wird, taucht eine ausgewachsene Katze vor der Nase des Hundes auf, die sich mit dem Angreifer anlegt und ihn in die Flucht schlägt. Dann bringt der Retter den Kleinen zu seinem Herrn – dem Hausmeister Fedin, der Katzen liebt und davon träumt, mit ihnen in der Zirkusarena aufzutreten.
Tigrascha wurde fortan Schpingalet und lebte bei seinem neuen Herrchen. Fedin aber lebte in einem alten Haus im Zentrum von Moskau. Und dieses Gebäude wurde von Banditen gekauft, um hier ein Casino zu eröffnen. Sie begannen, Fedin zu verfolgen und boten ihm an, „umzuziehen“ (in Wirklichkeit wollten sie ihn auf die Straße setzen). Der Hausmeister wird seiner Arbeit beraubt und hat keine Möglichkeit mehr, seinen Lebensunterhalt zu bestreiten. Als die Bande Fedin zwingen will, einen Räumungsvertrag zu unterschreiben, und kurz davor ist, die Drohung wahr zu machen, Tigrascha vor seinen Augen zu töten, stürzen sich die Katzen auf die Schurken und machen einen Riesenlärm. Die Bewohner der nächstgelegenen Häuser rufen die Polizei, und die Verbrecher werden verhaftet. Fedin landet im Krankenhaus.
Tigrascha findet zusammen mit ihren neuen Freunden – Fedins Haustieren – nach vielen Versuchen ihr Herrchen bei den Klängen einer vertrauten Flöte direkt bei einem Konzert im Großen Saal des Moskauer Konservatoriums.
Nach dem Verlassen des Krankenhauses holt Fedin auf der Straße ein neues Kätzchen ab, das er wegen der Farbe seines Fells Ryschik nennt. Der Hausmeister kehrt in sein Haus zurück, in dem der Strom abgeschaltet ist, und feiert das neue Jahr im Kreise seiner pelzigen Schützlinge bei Kerzenlicht.

## Preise und Auszeichnungen
- Diplom für das beste Debüt 1996 – Film Press Awards Competition[3];
- Bester Familienfilm auf dem Internationalen Filmfestival Artek 1997[4]
- Preis des Organisationskomitees – Silberner Nagel Film Forum 97 (Sotschi)[4][3][5];
- Zweiter Preis in der Sektion Spielfilm – Saint Anna 97 Studentenfilmwettbewerb (Moskau)[3][6]
- Preis des Informationssponsors (NTV) FRC „Window to Europe - 97“ (Wyborg)[3].